# Oeljana Lopatkina

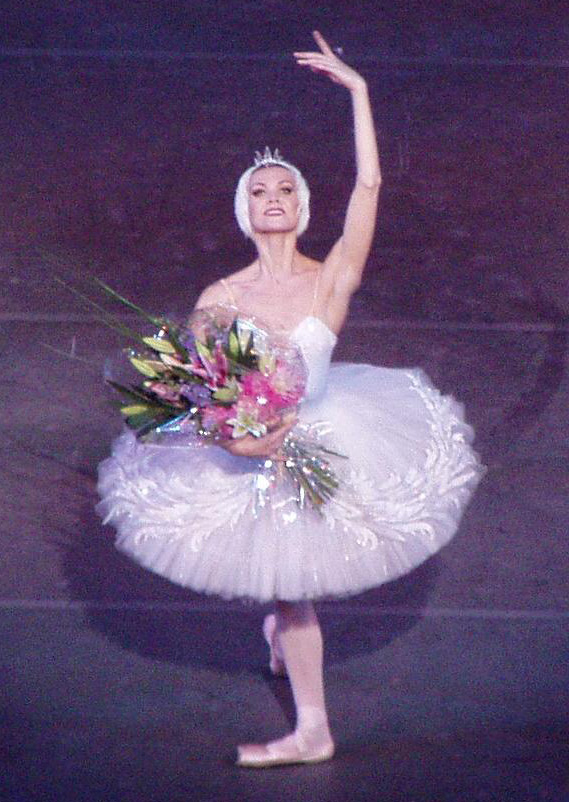
Ulyana Lopatkina

Ulyana Viatsjeslavovna Lopatkina (Russisch: Ульяна Вячеславовна Лопаткина) (Kertsj, 23 oktober 1973) is een Russisch ballerina. Ze studeerde aan de Sint-Petersburg Vaganova Balletacademie in de klas van de legendarische ballerina Natalia Dudinskaya. Toen Lopatkina nog een leerling was heeft de Duitse choreograaf John Neumeier speciaal voor haar de balletminiatuur Pavlova en Cecchetti gecreëerd. In 1991 begon Lopatkina haar werk bij het Mariinsky Theater (het voormalige Kirov Ballet). Voor haar debuut als Odette-Odile in Het Zwanenmeer in het seizoen 1994-1995 ontving Lopatkina de Golden Sofit Prize. In 1996 werd Uljana Lopatkina gekozen als beste ballerina van het jaar en was zij de winnaar van de door Ardani Artists gestichte La Divina International Prize. Hetzelfde jaar kreeg Lopatkina ook de belangrijke Russische Nationale Theater Prijs Golden Mask. Sinds 2000 is Lopatkina een Artiest van Verdienste. Uljana Lopatkina wordt beschouwd als een van belangrijkste dansers van nu, zowel door het publiek als door de critici.
Haar repertoire: La Bayadère (Nikia); Giselle (Myrtha, Giselle); Het Zwanenmeer (Odette-Odile); Sleeping Beauty (Lilac Fairy); Le Corsaire (Medora); Raymonda (Raymonda, Clemance); The Fountain of Bakhchisarai (Zarema); The Legend of Love (Mekmene-Banu); Pas de Quatre (Marie Taglioni); De stervende zwaan, Shéhérazade (Zobeide); etc.